# Proposition transactionnelle
En droit belge, la proposition transactionnelle, ou proposition d'extinction de l'action publique par le paiement d'une somme d'argent, souvent abrégée en « transaction », consiste à proposer à l'auteur d'une infraction le paiement d'une somme d'argent afin de ne pas être jugé par un tribunal. Le contrevenant a donc le choix entre le paiement de la proposition transactionnelle ou le risque de devoir s'acquitter d'une amende pénale, d'un montant plus élevé et pouvant être assortie d'autres sanctions pénales. Ce système s'applique pour les contraventions, relevant du tribunal de police, mais aussi pour certaines infractions relevant du tribunal du travail. Un système similaire existe pour les redressements fiscaux.
Ce système est mis en place par la loi sur la transaction pénale.
À côté de la proposition transactionnelle et de l'amende pénale, il existe également, pour les infractions au code de la route, la perception immédiate.